# Janko Kersnik

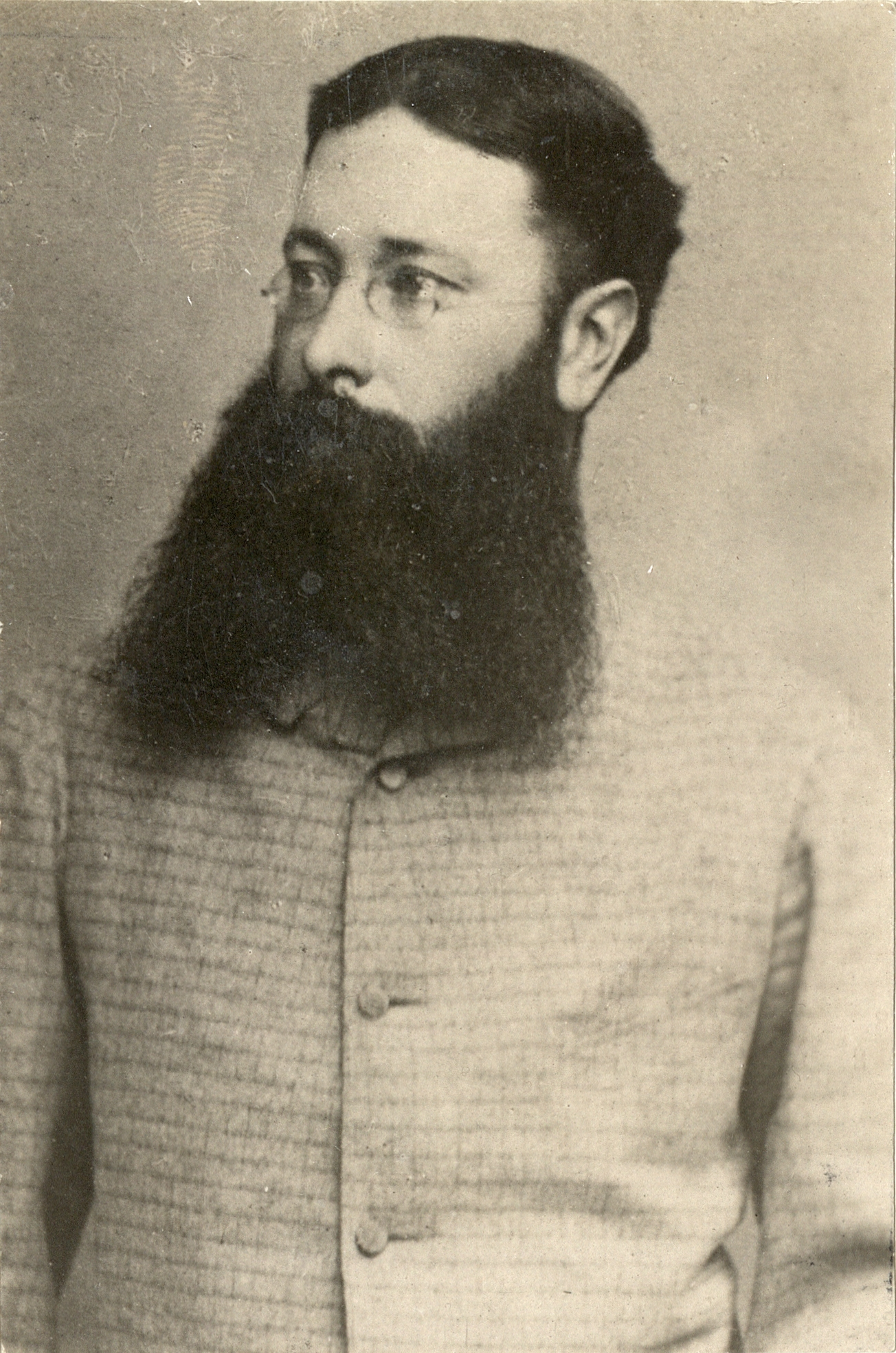
Janko Kersnik

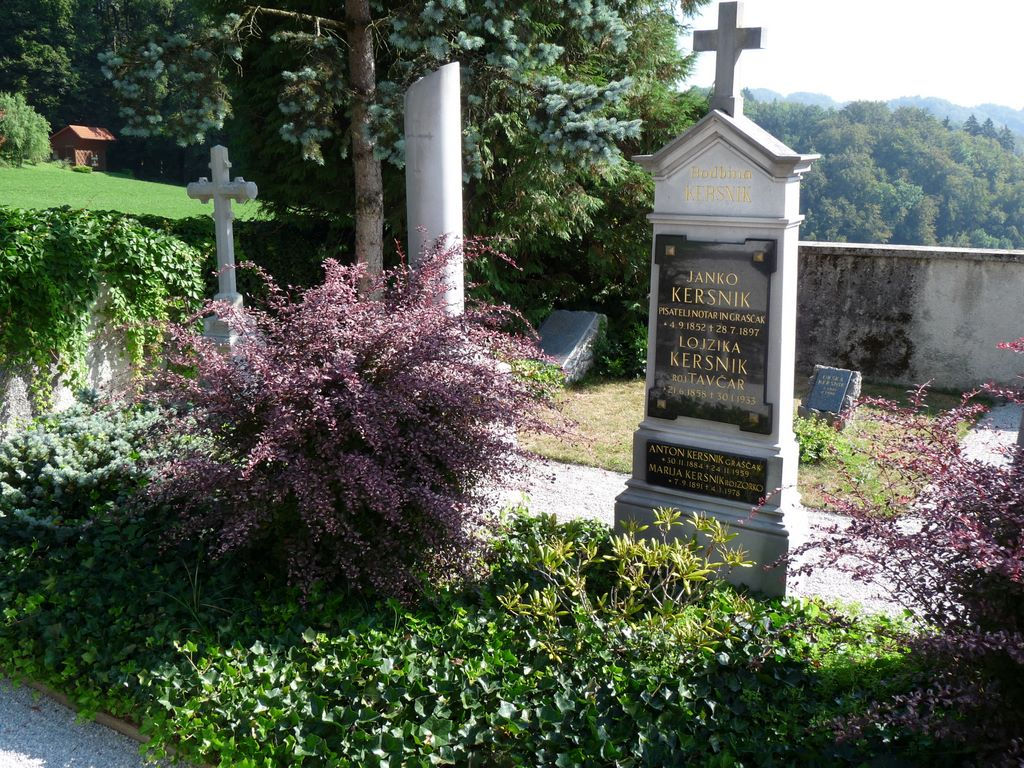
Graf

Janko Kersnik (Brdo pri Lukovici, 4 september 1852 – Ljubljana, 28 juli 1897) was een Sloveens schrijver en politicus. 

## Leven
Janko Kersnik werd geboren in een adellijk gezin. Zijn vaders Jože was een rechter en zijn moeder Berti Hoffern was een aristocrate in het kasteel van Brdo, niet ver van Domžale. Zijn jeugd bracht Janko door in Brdo en in het nabijgelegen Lukovica, in provinciale dorpjes met andere woorden. Zijn gymnasium begon hij in Ljubljana, in het zevende jaar werd hij uit de school gezet. Vermoedelijk gebeurde dit omdat Janko nationaal zeer bewust was. Hij keerde terug naar huis en werd door verder opgeleid door een privéleraar, Fran Levec, die hem enthousiast maakte over de Sloveense literatuur. Hij begon zijn rechtenstudies aan de universiteit van Wenen, maar zette deze na één jaar verder aan de universiteit van Graz. In 1874 ontving hij zijn diploma rechten. 
Hij kreeg een betrekking op de financiële procuratuur in Ljubljana, maar in 1878 nam hij bij dr. Zupanec de plaats van vicenotaris over in Brdo. Na twee jaar slaagde hij voor zijn notarisexamen en werd notaris. Dit zou hij blijven doen tot zijn dood. In 1883 werd hij voor het eerst verkozen als provinciale vertegenwoordiger. Daarna werd hij verkozen als voorzitter van de Boerenpartij. In 1885 werd hij burgemeester van de gemeente Lukovica. In 1889 werd hij opnieuw verkozen voor de provinciale raad. Na zes jaar liep hij tuberculose op, en stierf uiteindelijk in 1897 aan deze ziekte. 
Door Fran Vidic werd hij postuum beschreven in de geïllustreerde volkskalender van het jaar 1898 als een grote en elegante figuur met een lange donkerbruine baard. In gezelschap was hij levendig, beleefd, fijnzinnig en aangenaam. Iedereen hield van hem en prees hem, overal was hij welkom en hij charmeerde iedereen met zijn voorbeeldige gedrag. 
In de krant Slovenski Narod werd in 1895 geschreven dat de boeren hem graag hadden, en altijd spraken over "Onze Janko".

## Werk
In de Sloveense literatuur geldt hij als de stichter van het poëtisch realisme, en de belangrijkste vertegenwoordiger ervan. Hij is ook belangrijk als maker van de eerste Sloveense feuilletons. De taal in Kersniks verhalen is, in overeenstemming met het realistische stijl, uit het dagelijkse leven genomen. Het hoogtepunt van realisme bereikte Janko Kersnik in zijn schetsen over het boerenleven. Deze schetsen werden later verzameld in Kmetske Slike. In deze kleine afbeeldingen van het platteland toont hij de harde strijd van de boeren om te overleven, hun schulden, hun rechtszaken, hun onvoorzichtige huwelijken om grond te krijgen. We komen te weten hoe uit hongersnood en armoede haat voortkomt tussen vader en zoon (Mačkova Očeta), hoe de boer verbonden is met zijn land en hoe de dood een natuurlijk verschijnsel voor hem is (Kmetska Smrt), hoe zielloos de kinderen hun voogden zijn, die niet geven om liefde en bij een huwelijk alleen maar aan rijkdom denken (Otroški dohtar) en hoe de boer zijn diepste gevoelens onderdrukt voor het nut van het land (Mohoričev Tone). Kersnik is belangrijk omdat hij in de Sloveense literatuur eindelijk de taal van de intellectuele personen vervormde. 
Kersnik schreef op gymnasium al Duitse gedichten en vormde zich volgens Simon Jenko's melancholische en delicate gedichten. Zijn hoofdmotieven waren de natuur en het vaderland. Onder invloed van Fran Levec verliet hij deze vormen en begon hij Sloveense gedichten te schrijven. We kennen hem echter meer als schrijver van verhalen dan van gedichten. In zijn eerste verhalen is hij nog heel romantisch, maar men kan de invloeden al zien van zijn vriend Jurčič, en ook van Josip Stritar, die op dat moment al kritisch en satirisch de Sloveense achterstand beschrijft in zijn feuilletons. 
Zijn romantische periode beëindigde hij in 1881, wanneer hij Jurčič' Rokovnjači had voltooid. In zijn latere werken zien we hem vooral al als realist. Als landheer kende hij de landheren en de snelgroeiende dorpsbevolking goed. Als notaris en burgemeester had hij veel zaken te regelen met de boeren en ook deze leerde hij goed kennen. Daarom beschreef hij in zijn werken de dorpsbevolking en de boeren. Hij wist heel goed de mannelijke boerenkarakters en de vrouwelijke dorpsfiguren te illustreren.
Zijn belangrijkste werken over het dorpsleven zijn: de roman Ciklamen, de roman Agitator en het verhaal Jara Gospoda. Het boerenleven kende Kersnik zowel langs de goede, als de slechte kant. Wanneer hij zaken te regelen had met boeren, bezocht hij hen in hun huizen, en keek hij hoe ze werkten. Hij kende hun deugden en hun fouten: levendigheid in de strijd om hun bestaan, maar ook de hebzucht naar fortuin en drank. 
Hij schiep de boer in de verhalen Očetov Greh en Testament. Dit laatste was ook zijn meest uitgebreide werk, maar bracht hem niet veel succes omwille van de romantische geschiedenis. Hij toonde het boerenleven ook meesterlijk in zijn bundel Kmetske Slike. 

## Bekendste werken
- Na Žerinjah (1876)
- Rokovnjači(1881)
- Lutrski ljudje (1882)
- Ciklamen(1883)
- Gospod Janez(1884)
- Agitator(1885)
- Testament(1887)
- Kmetske slike (1891)
- Jara gospoda (1893)
- Očetov greh(1894)

- Bibliothèque nationale de France: cb15082738m (data)
- Gemeinsame Normdatei: 119120704
- International Standard Name Identifier: 0000 0001 0963 9749
- Library of Congress Control Number: n80050978
- Nationale Bibliotheek van Tsjechië: js20020812187
- Nationale en Universitaire bibliotheek Zagreb: 000036659
- Nederlandse Thesaurus van Auteursnamen: 071821309
- Système universitaire de documentation: 196206235
- Virtual International Authority File: 34746806
- WorldCat: E39PBJB4d3y6YDKwkpyJ67jQv3